# Krsto Gopčević
Krsto Gopčević, pomorski kapetan i brodovlasnik srpskog pravoslavnog podrijetla.  Podrijetlom iz Krivošija u zaleđu Boke kotorske.
Ruski i crnogorski saveznik u Napoleonskim ratovima. Svoj je brod, korvetu Amorevole upotrijebio za rat protiv Napoleonovih snaga u Boki kotorskoj 1806. – 07. godine. Padom Napoleona 1815. postupno je narednih desetljeća svoje pomorskotrgovačko poslovanje prenio u Rusiju, u Odesu, potom u Smirnu, trgujući ponajviše žitom. Od 1830. uspješno se bavio trgovinom u Trstu. U Trstu mu se rodio sin Spiridon.